# Benoît Jacquot
Benoît Jacquot (Paris, 5 de fevereiro de 1947) é um cineasta e roteirista francês.